# Pauline Frederick
Pauline Frederick (Boston, 12 d'agost de 1883 – Beverly Hills, 19 de setembre de 1938) va ser una actriu de teatre i de cinema mut. Es va especialitzar en papers de dona de caràcter i autoritària i va ser considerada en el seu moment com una de les millors actrius en pantalla.

## Biografia

### Primers anys
Pauline Beatrice Libby (Pauline Frederick) va néixer a Boston el 12 d'agost de 1883. Era l'única filla d'una família adinerada. Va rebre lliçons de cant i als 19 anys va presentar una sol·licitud de feina al Boston Music Hall, i la va aconseguir. Els seu pare no hi estava gens conforme i ella, en actuar, va prendre el nom artístic de Frederick (de fet era el cognom de la persona que l'acompanyava) per tal que el seu pare, no se n'assabentés. Però no ho va aconseguir i la situació va acabar amb una crisi familiar i la separació dels seus pares. Frederick i la seva mare, a qui sempre va estar molt unida, van marxar a Nova York i el 1908 ella es va canviar el nom oficialment a Frederick. En revenja, el pare la va desheretar en morir, el 1922. 

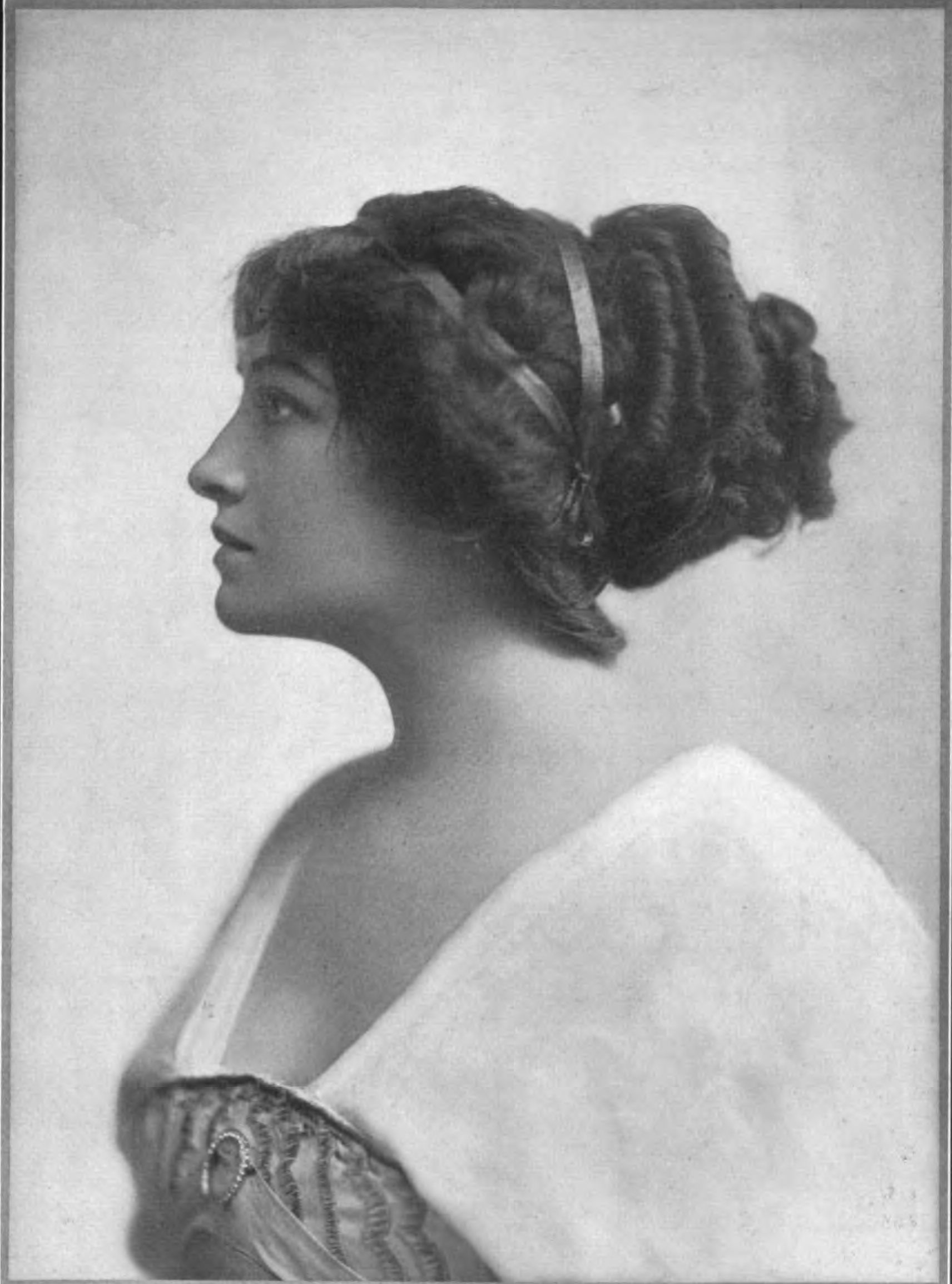
Pauline Frederick circa 1909

### Actriu de teatre
Frederick va començar a treballar com a corista a The Rogers Brothers in Harvard (1902) i després va anar fent petits papers a Broadway. L'oportunitat li va arribar quan el 1904 va haver de substituir l'actriu principal al musical It Happened in Norland, aconseguint bones crítiques. Després de fer papers menors amb The Little Gray Lady i The Girl in White l'any 1906 el seu primer paper com a protagonista va ser a Twenty Days in a Shade. Altres obres en què va participar van ser When Knights Were Bold, Toddles, The Dollar Mark, de William A. Brady, Samson o The Fourth State. Van seguir tres anys en què va actuar poc, ja que el 1909 es va casar amb l'arquitecte Frank Mills Andrews. En divorciar-se'n, el 1913, va retornar al món de l'escena i va obtenir el seu major èxit fent de Zuleika a l'obra Joseph and His Brethren, que es va estrenar a Broadway l'onze de gener de 1913.

### L'arribada al cinema: Famous Players
El 1914 Daniel Frohman i Adolph Zukor la van contractar per a la Famous Players Film Company. La seva primera pel·lícula va ser The Eternal City, rodada a Roma just abans que Itàlia entrés en la Primera Guerra Mundial. Estrenada el 1915, va ser un dels grans èxits d'aquell any i ella va rebre grans elogis. Tot i que la seva intenció després del rodatge era tornar al teatre, Zukor li va oferir un contracte de 1.000 dòlars a la setmana que ella encara va negociar i millorar. Aviat va esdevenir l'estrella de la Famous Players. S'especialitzà en papers de dona madura, de forta personalitat i sofisticada. Tot i interpretar personatges diversos, com heroïnes virtuoses o vídues incompreses, el paper de dona fatal va ser el que més la va caracteritzar. El 1916 va començar una relació amb el guionista i actor Willard Mack, amb qui va actuar a Nanette of the Wilds (1916). Es van casar el 1917. Mack va prometre a Frederick de crear una companyia per a ella que estaria distribuïda per Goldwyn, de la qual Mack era el cap de guionistes. La companyia no es va arribar a materialitzar però Frederick va signar per a la Goldwyn.

### Actriu de la Goldwyn
La seva primera pel·lícula va ser The Women on the Index (1919). Amb la Goldwyn solia interpretar viudes innocents atrapades per algun tipus de maquinacions, paper que ja havia interpretat amb la Famous Players. L'abril d'aquell 1919 es va divorciar de Mack, a causa dels problemes d'aquest amb les drogues i l'alcohol. El 1920 Goldwyn va obrir un estudi a Califòrnia i Frederick i la seva mare s'hi van traslladar. Aquell mateix any va interpretar el paper pel qual fou més reconeguda a Madame X.

### Tornada al teatre

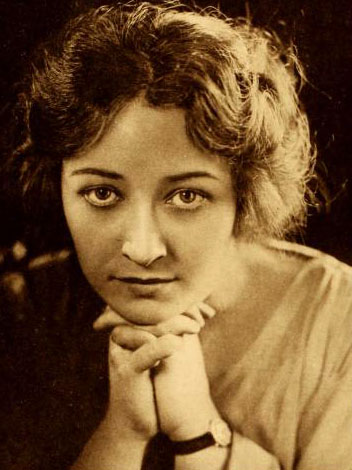
Retrat del 1918

El 1920 (just abans de l'estrena de la seva darrera pel·lícula amb la Goldwyn) va signar un contracte amb la companyia Robertson-Cole per 7.000 dòlars a la setmana. La primera pel·lícula amb aquest estudi va ser A Slave of Vanity. Les seves pel·lícules en aquella època van ser més mediocres, tot i que en algunes de les primeres va ser dirigida per Henry King. Després de les pèssimes crítiques que va tenir la seva darrera pel·lícula ,The Glory of Clementina (1922), va decidir no renovar el seu contracte amb Robertson-Cole i va tornar a Broadway. Gràcies a la seva popularitat, en el teatre va aconseguir els majors èxits fins al moment, va realitzar diferents gires pel país i fins i tot una per Austràlia. Aquell mateix any es va casar amb el metge Charles A. Rutherford, de qui demanaria el divorci el 1924. El 1924 va retornar a Hollywood per actuar en Let Not Man put Asunder per a la Vitagraph sense massa èxit, però poc després Ernst Lubitsch la va seleccionar com a protagonista per a Three Women. A aquesta seguirien dues pel·lícules ben valorades: Married Flirts (1924) i Smouldering Fires (1925). Va deixar el cinema per fer una nova gira, però a la tornada a Hollywood li va costar que la contractessin i va ser principalment l'estudi Poverty Row que li va oferir papers, alguns poc reeixits. Poc després tornava a sortir de gira i va arribar fins Anglaterra amb l'adaptació teatral de Madame X. Allà també hi rodà la seva darrera pel·lícula muda, Mumsie, el 1927.

### Arribada del sonor
En tornar al cinema americà va ser una de les primeres actrius a interpretar una pel·lícula sonora: On Trial (1928). L'any següent realitzà un parell de pel·lícules sonores que tingueren molt bona acollida, Evidence en la qual fins i tot cantava una cançó, i "The Sacred Flame". L'èxit, però, no es repetí en les següents i va ser substituïda per altres actrius com Ruth Chatterton i Kay Francis. Es va centrar de nou sobretot en el teatre amb poques incursions més en el cinema. L'abril de 1930 va contreure casament amb el milionari Hugh Chisholm Leighton, però aquest va demanar-ne l'anul·lació vuit mesos després.

### Darrers anys

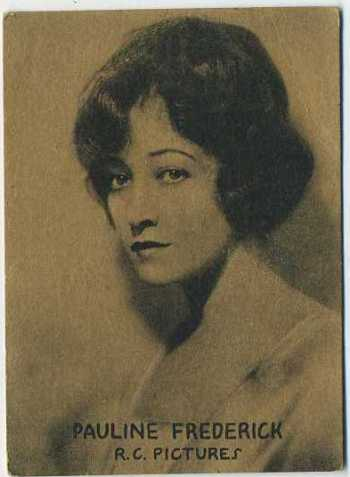
Retrat del 1921

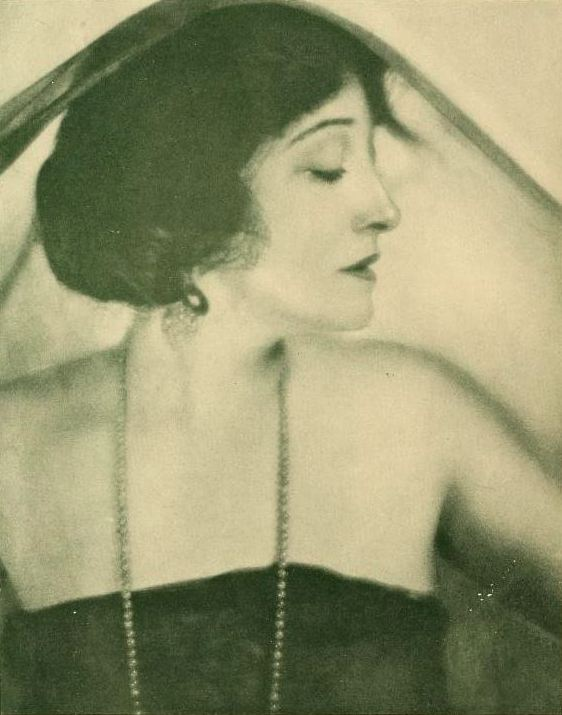
Retrat del 1923

El 1934 es va casar per cinquena vegada amb el coronel Joseph Marmon. Pocs mesos després, en una revisió hospitalària, se li va detectar un càncer terminal. El 17 de gener de 1936 va ser operada d'urgència d'una obstrucció abdominal i la seva salut va minvar notablement. També va començar a tenir crisis asmàtiques. Encara va realitzar algunes pel·lícules, entre les quals destaca Ramona (1936), dirigida per Henry King, i va fer alguna altra gira teatral. Poc després, la seva mare, de qui mai s'havia separat, va morir. La seva darrera aparició teatral va ser a Suspect a San Francisco, però va haver de ser portada d'urgència a l'hospital per donar-li oxigen. El 19 de setembre va tenir un atac d'asma i abans que el metge hagués pogut arribar ja havia mort.

## Filmografia

### Famous Players
- The Eternal City (1915)
- Sold (1915)
- Zaza (1915)
- Bella Donna (1915)
- Lydia Gilmore (1915)
- The Spider (1916)
- Audrey (1916)
- The Moment Before (1916)
- The World's Great Snare (1916)
- The Woman in the Case  (1916)
- Ashes of Embers (1916)
- Nanette of the Wilds (1916)
- The Slave Island (1916)
- The Slave Market (1917)
- Sapho (1917)
- Sleeping Fires (1917)
- Her Better Self (1917)
- The Love That Lives (1917)
- Double Crossed (1917)
- The Hungry Heart (1917)
- Mrs. Dane's Defense (1918)
- Madame Jealousy (1918)
- La Tosca (1918)
- Resurrection (1918)
- Her Final Reckoning (1918)
- Fedora (1918)
- A Daughter of the Old South (1918)
- Out of the Shadow (Paramount, 1919)

### Goldwyn Pictures Corporation
- Stake Uncle Sam to Play Your Hand (1918)
- The Woman on the Index (1919)
- Paid in Full (1919)
- One Week of Life (1919)
- The Fear Woman (1919)
- The Peace of Roaring River (1919)
- Bonds of Love (1919)
- The Loves of Letty (1919)
- The Paliser Case (1920)
- The Woman in Room 13 (1920)
- Madame X (1920)
- Roads of Destiny (1921)

### Robertson-Cole
- A Slave of Vanity (1920)
- The Mistress of Shenstone (1921)
- Salvage (1921)
- The Sting of the Lash (1921)
- The Lure of Jade (1921)
- The Woman Breed (1922)
- Two Kinds of Women (1922)
- The Glory of Clementina (1922)

### Darreres pel·lícules mudes
- Let Not Man Put Asunder (Vitagraph, 1924)
- Married Flirts (MGM, 1924)
- Three Women (Warner Bros., 1924)
- Smouldering Fires (Universal Pictures, 1925)
- Her Honor, the Governor (R.C. Pictures, 1926)
- Devil's Island (Chadwick Pictures Corp., 1926)
- Josselyn's Wife (Tiffany Productions, 1926)
- Mumsie (Herbert Wilcox Prod., 1927)
- The Nest (Excellent Pictures, 1927)

### Cinema sonor
- On Trial (Warner Bros, 1928)
- Evidence (Warner Bros, 1929)
- The Sacred Flame (Warner Bros, 1929)
- Terra Melophon Magazin Nr. 1 (Tobis Melophon GmbH, 1930)
- This Modern Age (MGM, 1931)
- Wayward (Paramount Pictures, 1932)
- The Phantom of Crestwood (RKO Radio Pictures, 1932)
- Self Defense (W.T. Lackey Prod., 1932)
- Social Register (Columbia Pictures, 1934)
- My Marriage (20th Century Fox, 1936)
- Ramona (20th Century Fox, 1936)
- Thank You, Mr. Moto (20th Century Fox, 1937)